# بات غرين
بات غرين (بالإنجليزية: Pat Green)‏ هو مغن مؤلف ومغني وملحن أمريكي، ولد في 5 أبريل 1972 في سان أنطونيو في الولايات المتحدة.

## وصلات خارجية
- الموقع الرسمي
- بات غرين على موقع IMDb (الإنجليزية)
- بات غرين على موقع IMDb (الإنجليزية)
- بات غرين على موقع ميوزك برينز (الإنجليزية)
- بات غرين على موقع أول ميوزيك (الإنجليزية)
- بات غرين على موقع ديسكوغز (الإنجليزية)
- بات غرين على موقع قاعدة بيانات الفيلم (الإنجليزية)